# Fly away t.p.s
「fly away t.p.s」（フライ・アウェイ ティーピーエス）は、佐咲紗花の3枚目のシングル。2011年2月23日にLantisから発売された。

## 概要
前作「Lucky☆Racer/Real Star☆」から約8ヶ月ぶりのリリースとなる2011年1作目のシングル。
表題曲「fly away t.p.s」は、パソコンゲーム、OVA『T.P.さくら 〜タイムパラディンさくら〜』のオープニングテーマとして起用された。アニメーションの主題歌として起用されるのは1枚目のシングル「星彩のRipieno」以来であり、ゲームの主題歌に起用されるのは本作が初となった。また、作詞、作曲はPCゲーム『T.P.さくら 〜タイムパラディンさくら〜』の制作総指揮、企画に携わったtororoが手掛けている。
カップリング曲の「snow ring」は、ニコニコ生放送で放送されている『電波研究社』の1月度エンディングテーマとして起用された。
CDジャケットには、表題曲「fly away t.p.s」が主題歌として起用された『T.P.さくら 〜タイムパラディンさくら〜』に登場するキャラクターである芳乃さくらが描かれている。
また、佐咲紗花がパーソナリティーを務めるラジオ番組、佐咲紗花の花咲キラジオのＯＰにも使用されている。

## 批評
CDジャーナルは、「デジタルシンセビートが印象的なアップテンポの曲。カップリング曲はミディアムな雰囲気の曲。」と評した。

## 収録曲
1. fly away t.p.s [3:42]
作詞・作曲：tororo、編曲：高田暁
  - パソコンゲーム・OVA『T.P.さくら 〜タイムパラディンさくら〜』オープニングテーマ
  - 茨城放送 (IBSラジオ)『佐咲紗花の花咲キラジオ』オープニングテーマ
2. snow ring [5:44]
作詞：佐咲紗花、作曲：俊龍、編曲：母里治樹（Elements Garden）
  - ニコニコ生放送『電波研究社』1月度エンディングテーマ
3. fly away t.p.s（off vocal）
4. snow ring（off vocal）